# Aragnouet
Aragnouet (en occitano Aranhoet) es una comuna francesa, situada en el departamento de Altos Pirineos, en la región de Occitania (anteriormente Mediodía-Pirineos). 
El Hospice du Plan y la capilla de Notre-Dame-de-l'Assomption, conocida con el nombre de «capilla de los Templarios» forman parte del lugar Patrimonio de la Humanidad llamado «Caminos de Santiago de Compostela en Francia» (Código 868-056).

## Demografía
| 215 | 201 | 160 | 260 | 336 | 260 | 246 |
| Para los censos de 1962 a 1999 la población legal corresponde a la población sin duplicidades (Fuente: INSEE [Consultar]) |     |     |     |     |     |     |

## Hermanamientos
- Bielsa, España.[3]